# Kommissariat für Judenfragen
Das Kommissariat für Judenfragen (bulgarisch Комисарство по еврейските въпроси Komisasrstvo za evreiskite vuprosi, kurz: KEV) wurde in Bulgarien durch Regierungsdekret vom 26. August 1942 eingerichtet. Es sollte für alle Maßnahmen gegen Juden mit Ausnahme der Judenbesteuerung und des Antispekulationsgesetzes zuständig sein und erarbeitete die Deportationspläne in Bulgarien.

## Bulgarisches Rassengesetz und Judenfrage
Mit der Ernennung zum Innenminister gelangten mit Petar Gabrowski im Februar 1940 zahlreiche rechtsextreme Ratniki in das Innenministerium und prägten dessen antisemitische Ausrichtung. Aleksandar Belew leitete ab 1940 eine anfangs inoffizielle Abteilung für Judenfragen. Die grundlegende Entscheidung für ein antijüdisches Gesetz nach deutschem Muster trafen Zar Boris III. und die von ihm abhängige Regierung in der Annahme, dass mit Unterstützung des Deutschen Reiches Grenzverschiebungen zugunsten Bulgariens erreicht werden könnten. Deutscher Druck war nicht notwendig und nach hitziger Debatte wurde das Gesetz zum Schutz der Nation im Januar 1941 vom Zaren abgesegnet.
Das Gesetz wurde zunächst lasch gehandhabt und unter Umgehung von Belews Abteilung oft unterlaufen. Die Konfiszierung jüdischen Eigentums dagegen wurde strikt durchgeführt. Nach dem Balkanfeldzug Ende April wurde es auch in den quasi annektierten Gebieten angewandt.

## Kommissariat
Während die Wannseekonferenz tagte, reiste Belew auf Anweisung von Gabrowki nach Berlin und berichtete im Juni 1942, dass auch die bulgarische Regierung Vorbereitungen zur Deportation treffen müsse. Am 26. August 1942 erfolgte die Ermächtigung des Ministerrates, jüdische Angelegenheiten ohne Zustimmung des Parlaments zu regeln. So entstand durch Regierungsdekret vom 26. August 1942 das Kommissariat für jüdische Fragen (KEV). Zum Leiter wurde Belew ernannt. Der Ministerrat hatte nur eine Aufsicht über die Entscheidungen des KEV und das Parlament nur über die Entscheidungen der Regierung, die laut Gesetz in den meisten Fällen post factum erfolgte. Das Kommissariat plante, nach der Registrierung alle Juden zu deportieren und ihr Eigentum zu konfiszieren. Eine der Hauptaufgaben des KEV war die Liquidierung bzw. „Bulgarisierung“ jüdischer Unternehmen.
Belew und SS-Hauptsturmführer Theodor Dannecker vereinbarten im Februar 1943 die Deportation von 8000 Juden aus Makedonien und 6000 Juden aus Thrakien, da die dortige jüdische Minderheit als Hindernis für die Bulgarisierungspläne angesehen wurden, sowie von 6000 Juden aus Altbulgarien. Auf der Grundlage von Belews Vorschlägen zur Deportation der Juden aus den annektierten Gebieten beschloss das bulgarische Kabinett am 2. März 1943 eine Reihe von Deportationsdekreten zur Abstellung von Personal, den kostenlosen Transport, den Verlust der Staatsbürgerschaft und die Konfiszierung des jüdischen Eigentums. Knapp 11.500 Juden wurden aus den annektierten Gebieten im März 1943 deportiert und an der Grenze an das Deutsche Reich ausgeliefert. Innenminister Gabrowski schob zwar auf Wink des Thrones weitere Deportationsvorbereitungen für das bulgarische Kernland auf, aber Belew entwarf noch einen stufenweisen Deportationsplan nach Polen, der dem Zaren am 20. Mai 1943 von Gabrowski zur Kenntnis vorgelegt wurde. Die Juden aus Sofia wurden aber nur noch zum Verlassen der Hauptstadt aufgefordert und ihr Eigentum wurde versteigert.
Das KEV umfasste während der Hauptaktionen im Frühjahr 1943 über 100 ständige und fast 60 zeitweise Mitarbeiter. Finanziert wurde es über jüdische Bankkonten, Steuern und andere Abgaben.
Nach dem plötzlichen Tod von Zar Boris im August 1943, dem Frontwechsel Italiens nach dem Waffenstillstand von Cassibile und den Rückschlägen an der deutschen Ostfront übernahm ein dreiköpfiger Regentschaftsrat die bulgarische Führung. Innenminister wurde der Antisemit Dočo Christov und die Leitung des KEV übernahm Christo Stomaniskov. Die Bulgaren verlegten die Judenfrage auf eine höhere Ebene und der faktische Druck auf die Juden ließ nach. Die Debatten über Deportationen hörten auf.

## Aufarbeitung
Am 31. August 1944 wurden die Judengesetze teilweise aufgehoben. Die neue Regierung unter Konstantin Murawiew erließ eine Amnestie für Verstöße gegen das Gesetz und im Oktober 1944 annullierte die neue Regierung unter Premierminister Kimon Georgiew sämtliche antijüdischen Maßnahmen. Bei Kriegsende floh Belew nach Kjustendil, wo er gefasst und im September 1944 auf dem Weg nach Sofia zu seinem geplanten Prozess erschossen wurde. Am 3. April 1945 wurde Belew postum vom Volksgerichtshof VII zum Tode verurteilt.